# 전주곡 (드뷔시)

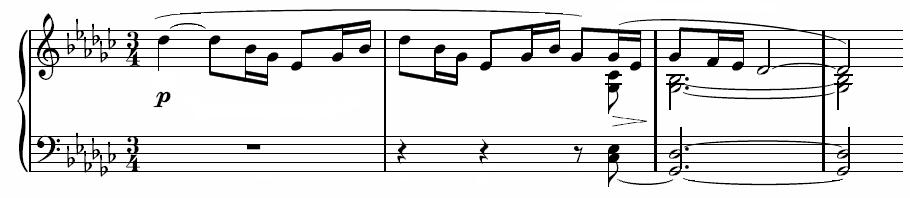
8번 전주곡의 테마

클로드 드뷔시의 전주곡(Préludes)은 피아노를 위한 독주곡이다. 1권과 2권으로 나뉘어 있으며 각각 12개 곡으로 구성되어 있다. 바흐나 쇼팽의 전주곡과 달리, 곡들 사이의 조성에 연관성을 찾아보기는 힘들다. 제1권은 1909년 12월에서 이듬해 2월, 제2권은 1912년 말에서 1913년초 사이에 작곡하였다. 이 가운데  〈아마빛 머리의 처녀〉, 〈가라앉은 성당〉, 〈끊어진 세레나데〉, 〈안개〉,  〈괴짜 라빈 장군〉등은 단독으로 연주되기도 한다.

## 제 1권 (1e Livre) L. 117
- I. 델피의 무희들 (Danseuses de Delphes)
- II. 돛(Voiles)[1]
- III. 들을 지나는 바람 (Le vent dans la plaine)
- IV. "소리와 향기가 저녁 대기 속에 감돈다"[2] (Les sons et les parfumes tournent dans l'air du soir)
- V. 아나카프리[3]의 언덕 (Les collines d'Anacapri)
- VI. 눈 위의 발자국 (Des pas sur la neige)
- VII. 서풍이 본 것 (Ce qu'a vu le vent d'Ouest)
- VIII. 아마빛 머리의 처녀 (La fille aux cheveux de lin)
- IX. 끊어진 세레나데(La sérénade interrompue)
- X. 가라앉은 성당 (La cathédrale engloutie)
- XI. 퓌크[4]의 춤 (La danse de Puck)
- XII. 음유시인 (Minstrels)

## 제 2권 (2e Livre) L. 123
- I. 안개 (Brouillards)
- II.마른 잎(Feuilles mortes)
- III. 포도주의 문 (La puerta del Vino)
- IV. 춤을 잘 추는 요정들 (Les fées sont d'exquises danseuses)
- V. 히스[5]가 무성한 땅(Bruyère)
- VI. 괴짜 라빈 장군 (General Lavine-eccentric)
- VII. 달빛 쏟아지는 테라스 (La terrasse des audiences du clair de lune)
- VIII. 물의 요정 (Ondine)
- IX. 피크윅 경을 예찬하며 (Hommage à S.Pickwick Esq.P.P.M.P.C.)
- X. 장례용 단지[6](Canope)
- XI. 교대하는 3도 (Les tierces alternées)
- XII. 불꽃 (Feux d'artifice)

## 관련 저서
- 김석란, 《두근두근, 드뷔시를 만나다》, 올림, 2020

## 같이 보기
- 클로드 드뷔시 작품 목록